# Horyzontalne przewierty kierunkowe
Horyzontalne przewierty kierunkowe (HDD - Horizontal Directional Drilling) – nowoczesna technologia (zaliczana do grupy tzw. technologii bezwykopowych) polegająca na wykonywaniu poziomych przewiertów sterowanych. Przewierty horyzontalne są odmianą otworów kierunkowych. Dzięki zastosowaniu nowoczesnych systemów pomiarowych i sterujących, trajektoria wykonanego przewiertu i położenie punktu wyjścia niemal idealnie pokrywają się z zaprojektowanymi, co pozwala na wykonywanie tego typu przewiertów na terenach silnie zurbanizowanych.

## Przeznaczenie
Horyzontalne przewierty kierunkowe umożliwiają wykonywanie różnego rodzaju instalacji (wodociągi, kanalizacja, gazociągi, linie energetyczne) metodą bezwykopową wszędzie tam, gdzie niemożliwe jest wykonanie odkrytego wykopu pod rury lub kable:
- Na terenach silnie zurbanizowanych, gdzie wykorzystanie metod tradycyjnych jest niemożliwe ze względu na istniejącą zabudowę.
- Gdy zachodzi potrzeba pokonania przeszkód w postaci traktów komunikacyjnych (ruchliwych szos, torów tramwajowych i kolejowych).
- Na terenach o gęstej sieci wodociągów, kanalizacji oraz linii energetycznych i telekomunikacyjnych. W takim przypadku jedynym rozwiązaniem jest wykonanie poziomego przewiertu poniżej siatki instalacji.
- W przypadku przekraczania żeglownych rzek i kanałów bardziej opłacalne może być położenie instalacji pod dnem, niż budowa konstrukcji zawieszonej nad lustrem wody.
- Podczas pokonywania gór i wzniesień.
- Podczas prowadzenia instalacji przez tereny które ze względu na walory przyrodnicze i krajobrazowe powinny zostać nienaruszone.

## Poszczególne fazy wykonania horyzontalnego przewiertu kierunkowego
Wykonanie przewiertu pod planowaną instalację rurociągu można podzielić na następujące etapy:
- wykonanie projektu trajektorii i wyznaczenie położenia punktu wyjścia przewiertu,
- dobór technologii wiercenia,
- przygotowanie terenu dla potrzeb urządzenia wiertniczego oraz zaplecza technicznego - zazwyczaj od 500 do 1500 m² (w skrajnych przypadkach nawet 3000 m²),
- wiercenie, składające się z trzech etapów:
  - etap I - wykonanie wiercenia pilotowego, Żerdź startowa, zaopatrzona w odpowiednie dla warunków geologicznych narzędzie wiercące oraz głowicę pilotażową, będzie wkręcana w podłoże. W zakończeniu znajduje się sonda z nadajnikiem, który umożliwia precyzyjną lokalizację i korygowanie trasy pracy w oparciu o przyjęte założenia projektowe. Kolejne żerdzie są pobierane z magazynku urządzenia i automatycznie dokręcane w miarę postępu wykonania prac. Urobek z wykonywanego odwiertu transportowany jest na zewnątrz za pomocą płuczki. (Etap pierwszy pokazano na rys.Przewiert pilotażowy)Przewiert pilotażowy

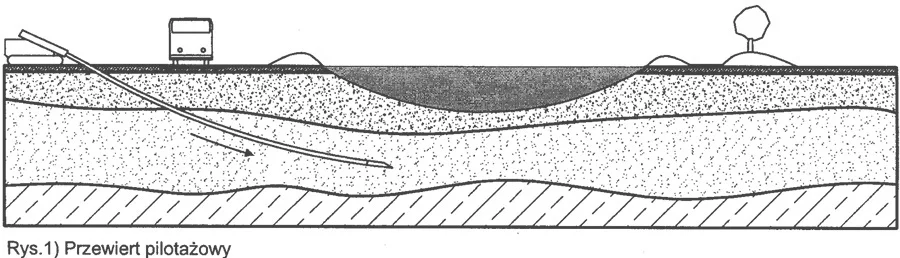
Przewiert pilotażowy

  - etap II - rozwiercanie powrotne, Głowica pilotażowa zastępowana jest narzędziem rozwiercającym, którego dobór uzależniony jest od docelowej średnicy oraz warunków geologicznych. Przy większych wymiarach średnicy wykonuje się je stopniowo, zwiększając średnicę końcówki rozwiertowej, aż do osiągnięcia prawidłowego wymiaru. (Etap drugi przedstawiono na rys. Poszerzanie otworu)Poszerzanie otworu

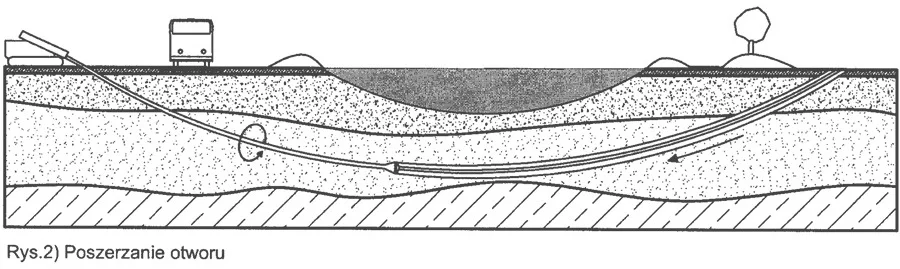
Poszerzanie otworu

  - etap III - instalacja rurociągu, Na trzecim etapie pozostaje wciągnięcie do przygotowanego wcześniej tunelu osłon chroniących przewody właściwe. Komponenty, w całości lub zgrzane do odpowiedniej długości, dołącza się za pomocą specjalnych uchwytów za głowicą rozwiertową i wciąga do jego wnętrza. Im większy postęp wciągania osłon, tym żerdzie są automatycznie rozkręcane i składowane w magazynku. (Etap trzeci pokazano na rys. Przeciąganie rurociągu)Przeciąganie rurociągu

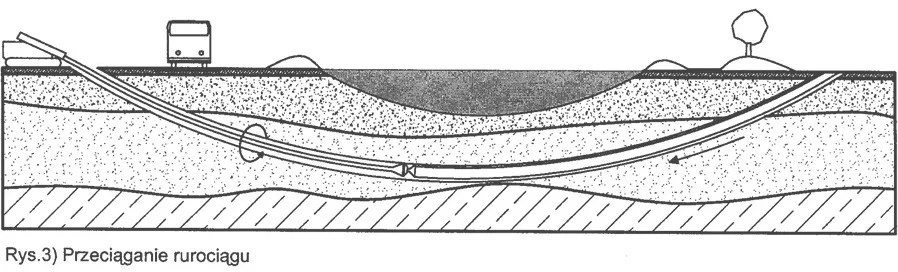
Przeciąganie rurociągu

  - Na końcu pracy wymaga się wykonania profilu powykonawczego. Jest on opracowywany na podstawie parametrów zarejestrowanych podczas jego wykonania.
- przywrócenie terenu zakończonych prac wiertniczych do stanu pierwotnego.

## Dobór trajektorii horyzontalnego przewiertu kierunkowego
Wyboru trajektorii przewiertu dokonuje się na etapie projektowania, analizując następujące dane:
- wymaganą średnicę, długość i przeznaczenie rurociągu,
- minimalną wymaganą grubość skał nadkładu nad rurociągiem,
- typ wgłębnego systemu pomiarowego oraz jego dokładność,
- materiał projektowanego rurociągu oraz jego parametry wytrzymałościowe,
- panujące na danym terenie warunki geologiczne,
- wymagane wartości kątów wejścia i wyjścia,
- możliwości urządzenia wiertniczego.

## Narzędzia wiercące
Narzędzia wiercące dobierane są pod kątem rodzaju przewiercanej skały - w pierwszej kolejności uwzględnia się fizyko - mechaniczne własności górotworu oraz tendencję skał do krzywienia osi otworu.
Stosowane narzędzia:
- świdry skrawające,
- świdry gryzowe,
- koronki poszerzające,
- poszerzacze gryzowe,
- rozwiertaki.

## Systemy pomiarowe
Umożliwiają śledzenie w czasie rzeczywistym parametrów wiercenia, takich jak kąt (azymut) wiercenia, kąt pochylenia głowicy narzędzia wiercącego oraz bieżącą głębokość.
Stosuje się dwa podstawowe systemy pomiarowe:
- system radiowy,
- system kablowy.

## Wiertnice
Produkowane obecnie urządzenia wiertnicze to samojezdne wiertnice gąsienicowe o napędzie dieslowskim. Biorąc pod uwagę parametry takie jak siła uciągu / pchania, moment obrotowy i wydatek pompy płuczkowej, dzielimy je następująco:
- wiertnice małe,
- wiertnice średnie,
- wiertnice duże.

## Rury osłonowe
Zasadniczą częścią wykonywanej z użyciem technologii horyzontalnych przewiertów kierunkowych instalacji, jest rura osłonowa, wewnątrz której pociągnięty będzie przewód, lub popłynie tłoczone medium.
Podział ze względu na użyte do produkcji materiały wygląda następująco:
- rury stalowe lub żeliwne,
- rury PE, HDPE,
- rury PCW,
- rury kompozytowe - na bazie żywic syntetycznych i włókien szklanych.